# Dichomeris sylphe
Dichomeris sylphe is een vlinder uit de familie van de tastermotten (Gelechiidae). De wetenschappelijke naam van de soort is voor het eerst geldig gepubliceerd in 1986 door Hodges.

## Type
- holotype: "male, 1.IV.1959, R.W. Hodges"
- instituut: USNM
- typelocatie: "USA, Florida, Highlands County, Archbold Biological Station"[3]